# メルチョル・コンチャ・イ・トロ

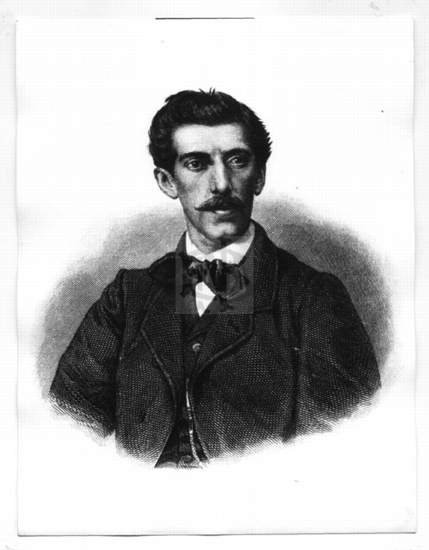
メルチョール・コンチャ・イ・トーロ

メルチョール・コンチャ・イ・トーロ（西: Melchor Concha y Toro、1833年10月10日 - 1882年7月21日）は、チリの政治家、実業家。ワインメーカーのコンチャ・イ・トロの創業者である。

## 生涯
1833年10月10日にチリのサンティアゴ・デ・チレで、スペイン貴族の侯爵のコンチャ（Concha）家に生まれる。
1857年に弁護士となり、1864年に国会議員に当選。1869年8月2日には大蔵大臣（Ministro de Hacienda）に就任したが、翌年辞職した。
1883年に、マイポ渓谷（Maipo）にワイナリーを設立するが、これがチリ・ワインの「コンチャ・イ・トロ」の創業である。フランスのボルドーより、ブドウの苗を仕入れる。
1892年7月21日に死去。娘のエミリアーナ・コンチャ・デ・オッサは画家ジョヴァンニ・ボルディーニのモデルとして知られた。